# Одеська фабрика технічних тканин
Оде́ська фа́брика техні́чних ткани́н — промислове підприємство у місті Одеса.

## Історія
Підприємство було засноване в липні 1887 року під найменуванням «Товариство бумаго-джутової фабрики в Російській імперії» і розпочало роботу в 1888 році, в 1909 році власником одеської джутової фабрики стало французьке акціонерне товариство. Оскільки фабрика випускала полотно з індійського джуту, після початку Першої світової війни становище підприємства ускладнилося.
Після вибухів в Одесі 31 серпня 1918 року фабрика була пошкоджена і зупинилася.
Націоналізована більшовиками і введена в експлуатацію тільки в березні 1920 року.
У 1923 році при фабриці були відкриті перші в Одесі дитячі ясла на 50 осіб, фабрична їдальня і бібліотека, в 1924 році — дитячий садок на 100 дітей. У 1929 році на фабриці запрацювали нові снувально-шліхтувальний цех, прядильний цех і ремонтно-механічний цех, було освоєно виробництво нової продукції — лінолеумного полотна (який використовувався для виробництва лінолеуму на одеському лінолеумному заводі «Більшовик»).
У 1931 році при джутовій фабриці відкрилася школа фабрично-заводського навчання.
У 1939 році джутова фабрика входила в число провідних підприємств Одеси.
Після початку Німецько-радянської війни на початку липня 1941 року в Одесі почалося створення винищувальних батальйонів і частин народного ополчення, в які разом з робітниками інших одеських підприємств вступили працівники джутової фабрики. У зв'язку з наближенням до міста лінії фронту основне обладнання заводу було евакуйовано в місто Фрунзе Киргизької РСР.
Під час німецько-румунської окупації на джутовій фабриці виникла жіноча підпільна організація на чолі з дружиною військовослужбовця О. Т. Зарембовською, учасники якої знищили 7 тисяч мішків і кинули в ставок обладнання 12 ткацьких верстатів, призначених до вивезення до Румунії. В ході бойових дій і під час окупації завод був повністю зруйнований, але вже в 1944 році почалося відновлення і технічне переозброєння підприємства на базі нової техніки. У 1945 році фабрика випустила першу післявоєнну продукцію і надалі увійшла в число провідних промислових підприємств Одеси.
На фабриці були встановлені машини-автомати для розкрою тканин, ланцюгові конвеєри, на початку 1980-х років почалося впровадження високопродуктивного прядильного і ткацького обладнання.
У 1982 році фабрика виробляла 27 % всіх пенько-джутових тканин СРСР, основною продукцією були джутові мішки для цукру, руди та інших вантажів. Також фабрика була єдиним підприємством СРСР, яке виробляло джутову тканину для виготовлення лінолеуму.
Після проголошення незалежності України положення підприємства ускладнилося у зв'язку зі збільшенням імпорту в країну технічних тканин іноземного виробництва, підприємство було перетворено в товариство з обмеженою відповідальністю. Житлові будинки, які перебували на балансі підприємства, були передані в комунальну власність міста.
В ніч з 18 на 19 листопада 2013 року на джутовій фабриці сталася масштабна пожежа. Жертв і постраждалих не було, але згоріла більша частина складів і вогонь знищив покрівлю та перекриття на площі 850 м².

## Видатні робітники
- Муранова Ольга Федорівна — мотальниця фабрики, Герой соціалістичної праці[4].